# Sabine Egger
Sabine Egger (* 22. April 1977 in Klagenfurt am Wörthersee) ist eine ehemalige österreichische Skirennläuferin aus Globasnitz in Kärnten. Sie war auf Slalomrennen spezialisiert und feierte ihren größten Erfolg mit dem Gewinn der Weltcup-Disziplinenwertung 1998/99. Dazu errang sie zwei Weltcupsiege und drei Staatsmeistertitel im Slalom.

## Biografie
Sabine Egger wurde 1993 in den Kader des Österreichischen Skiverbandes (ÖSV) aufgenommen. Sie kam nach ersten Starts im Europacup im Jänner 1994 beim Slalom in Maribor erstmals im Weltcup zum Einsatz und nahm im selben Jahr an den Juniorenweltmeisterschaften in Lake Placid teil. In der darauffolgenden Saison erreichte die damals 17-Jährige bereits ihren ersten Spitzenplatz im Weltcup. Sie wurde am 18. Dezember 1994 beim Slalom in Sestriere Vierte (dies mit Start-Nr. 49; nach Rang 10 im ersten Lauf fuhr sie im zweiten Durchgang drittbeste Zeit) und verpasste nur knapp (0,04 s) das Podest. Kurz darauf verletzte sie sich und musste die restliche Saison pausieren. Der Weltcupwinter 1995/96 war vor allem durch viele Ausfälle geprägt und so schaffte es Egger nur zu drei Ergebnissen, die jedoch alle unter den besten 16. Bei den Juniorenweltmeisterschaften 1996 in Hoch-Ybrig gewann sie die Bronzemedaille im Slalom (2. März), nachdem sie schon zuvor Vierte im Riesenslalom geworden war (29. Februar). Dazu holte sie sich 1996 den österreichischen Staatsmeistertitel im Slalom, den sie im Jahr darauf erfolgreich verteidigte und 1999 zum dritten Mal gewann.
Die folgende Saison 1996/97 brachte den endgültigen Durchbruch zur Weltspitze. Egger erreichte am 7. März 1997 als Zweite im Slalom von Mammoth Mountain ihren ersten Podestplatz im Weltcup und beendete die Saison als Neunte der Disziplinenwertung. Die Weltmeisterschaften 1997 in Sestriere endete mit einem Ausfall im zweiten Slalomdurchgang. Durch konstante Ergebnisse unter den besten zehn folgte 1997/98 der achte Platz im Slalomweltcup. Neben ihrer Spezialdisziplin ging sie auch im Riesenslalom an den Start und erreichte am 21. November 1997 in Park City mit Rang 13 ihre beste Weltcupplatzierung in dieser Disziplin. Aufgrund anhaltender Rückenprobleme konzentrierte sie sich im Laufe ihrer Karriere nur noch auf den Slalom. Beim Saisonhöhepunkt, den Olympischen Winterspielen 1998 in Nagano, wurde sie Fünfte im Slalom.
1998/99 war ihr erfolgreichster Winter. Egger gewann ihr erstes Weltcuprennen, den Slalom in Berchtesgaden am 8. Jänner 1999, mit nur einer Hundertstelsekunde Vorsprung auf ihre Teamkollegin Ingrid Salvenmoser. Durch konstante Platzierungen unter den besten neun in allen acht Rennen sicherte sie sich mit nur zehn Punkten Vorsprung auf Pernilla Wiberg den Disziplinenweltcup im Slalom. Einziger Wermutstropfen war ihr Ausfall im zweiten Durchgang bei den Weltmeisterschaften 1999 in Vail. Am 29. Dezember 1999 gewann sie ihr zweites Weltcuprennen, den Slalom in Lienz, obwohl sie nach dem ersten Lauf nur auf Rang elf lag. Dazu folgten noch zwei dritte Plätze und am Ende Rang sechs in der Disziplinenwertung.
Bei den Weltmeisterschaften 2001 in St. Anton verpasste sie als Vierte nur knapp eine Medaille. Im Weltcup lief es jedoch nicht nach Wunsch und so konnte sich Egger nur noch selten unter den besten zehn klassieren. Ein Grund dafür war neben ihren Rückenproblemen auch die Umstellung auf die Carving-Ski. Bei der Nominierung des ÖSV-Teams für die Olympischen Winterspiele 2002 erhielt die damals 21-Jährige Marlies Schild den Vorzug gegenüber Sabine Egger. Am 23. November 2002 erreichte Egger beim Slalom in Park City ihren letzten Podestplatz im Weltcup. Dabei fuhr sie mit Laufbestzeit im zweiten Durchgang noch vom 15. auf den dritten Rang vor. Bei ihrem letzten Großereignis, den Weltmeisterschaften 2003 in St. Moritz, wurde sie Neunte. Egger bestach am Ende ihrer Karriere vor allem durch Beständigkeit. In ihren letzten drei Saisonen erreichte sie in 27 Slaloms 20 Platzierungen unter den ersten 20 und kam nur drei Mal nicht ins Ziel.
Am 27. April 2005 gab sie 28-jährig ihren Rücktritt vom aktiven Skirennsport bekannt. Als Grund nannte sie Rennmüdigkeit nach elf Saisonen im Skiweltcup.

## Erfolge

### Olympische Spiele
- Nagano 1998: 5. Slalom

### Weltmeisterschaften
- St. Anton 2001: 4. Slalom
- St. Moritz 2003: 9. Slalom

### Juniorenweltmeisterschaften
- Lake Placid 1994: 24. Super-G
- Hoch-Ybrig 1996: 3. Slalom, 4. Riesenslalom

### Weltcupwertungen
Sabine Egger gewann einmal die Disziplinenwertung im Slalom.
| Saison  | Gesamt | Gesamt | Riesenslalom | Riesenslalom | Slalom | Slalom |
| Saison  | Platz  | Punkte | Platz        | Punkte       | Platz  | Punkte |
| ------- | ------ | ------ | ------------ | ------------ | ------ | ------ |
| 1994/95 | 72.    | 50     | –            | –            | 25.    | 50     |
| 1995/96 | 70.    | 55     | –            | –            | 32.    | 55     |
| 1996/97 | 33.    | 234    | –            | –            | 9.     | 234    |
| 1997/98 | 20.    | 317    | 35.          | 20           | 8.     | 257    |
| 1998/99 | 17.    | 425    | –            | –            | 1.     | 425    |
| 1999/00 | 23.    | 417    | –            | –            | 6.     | 417    |
| 2000/01 | 57.    | 102    | –            | –            | 20.    | 102    |
| 2001/02 | 60.    | 111    | –            | –            | 21.    | 111    |
| 2002/03 | 45.    | 164    | –            | –            | 15.    | 164    |
| 2003/04 | 37.    | 202    | –            | –            | 12.    | 202    |
| 2004/05 | 48.    | 137    | –            | –            | 15.    | 137    |

### Weltcupsiege
Egger errang 8 Podestplätze, davon 2 Siege:
| Datum             | Ort           | Land        | Disziplin |
| ----------------- | ------------- | ----------- | --------- |
| 8. Jänner 1999    | Berchtesgaden | Deutschland | Slalom    |
| 29. Dezember 1999 | Lienz         | Österreich  | Slalom    |

### Europacup
- Saison 1995/96: 6. Slalomwertung
- Saison 1998/99: 7. Slalomwertung
- 4 Podestplätze, davon 1 Sieg:

| Datum           | Ort     | Land       | Disziplin |
| --------------- | ------- | ---------- | --------- |
| 19. Jänner 1999 | Lachtal | Österreich | Slalom    |

### Österreichische Meisterschaften
- dreifache österreichische Staatsmeisterin im Slalom: 1996, 1997, 1999

## Auszeichnungen
- 1999: Goldenes Verdienstzeichen der Republik Österreich
- 1999: Goldenes Sportehrenzeichen des Landesskiverbandes Kärnten
- 1999: Kärntner Sportlerin des Jahres